# Miguel Manzano (músico)
Miguel Manzano Alonso (Villamor de Cadozos, 13 de febrero de 1934-Zamora, 15 de mayo de 2024) fue un músico, etnomusicólogo y ensayista español.

## Biografía
Miguel Manzano Alonso nació en la localidad zamorana de Villamor de Cadozos, el 13 de febrero de 1934. A partir de 1946 cursó los doce años de estudios eclesiásticos en los seminarios diocesanos de Salamanca y Zamora. Estudió solfeo, piano, órgano y armonium con el maestro Gaspar de Arabaolaza Gorospe.
Cursó los estudios musicales oficiales en el Conservatorio Profesional de Valladolid (solfeo, canto coral y guitarra) y los finalizó en el Real Conservatorio Superior de Música de Madrid (Musicología). En la Escuela Superior de Música Sagrada de Madrid cursó estudios de ritmo y modalidad gregoriana, armonía y polifonía religiosa con los profesores Tomás de Manzarraga Olabarrieta, Luis Urteaga, Aníbal Sánchez Fraile y Samuel Rubio Calzón.
En 1957 ganó por oposición el cargo de organista de la catedral de Zamora, que desempeñó hasta su renuncia en 1968, a la vez que el oficio de maestro de coro en el Seminario Mayor de Zamora.
Durante los cursos 1964-1965 y 1965-1966 hizo la licenciatura universitaria en Liturgia en el Instituto Católico de París, asistiendo además a cursos especializados en lenguaje y ritmo musical con Joseph Gelineau, Lucien Deiss y David Julien. A partir de entonces comienza un nuevo estilo en sus composiciones, con la musicalización de textos sobre la base del carácter y colorido de la música modal. 
En 1972 creó y dirigió el grupo Voces de la Tierra, cuyos arreglos corales e instrumentales preparó íntegramente.
Durante los años 70, impartió clases en el Colegio Corazón de María de Zamora.
En más de 150 conciertos ejerció durante catorce años una intensa labor de cultura musical dirigida a públicos muy diversos.

## Obra
El trabajo musical de Miguel Manzano se ha venido desarrollando en varios campos muy diversos. La enseñanza ha llenado la mayor parte de su vida profesional en varios centros y a niveles distintos, finalizando con doce cursos como catedrático de Etnomusicología en el Conservatorio Superior de Salamanca (1990-2002). 
De su época como organista de la catedral de Zamora datan sus primeras composiciones, que respondían a la renovación de la música popular religiosa en los años que precedieron al Concilio Vaticano II. Compuso canciones en lengua vernácula con el texto de los salmos que se popularizaron en las celebraciones litúrgicas de España e Hispanoamérica, como «¡Qué alegría cuando me dijeron», «A ti levanto los ojos», «Desde lo hondo» o «Alma mía».
En el año 2001 fundó el grupo vocal e instrumental de música tradicional Alollano.
Desde sus primeros años de actividad, Manzano ha sido requerido por diversas instituciones para ejercer una serie de cargos de responsabilidad relacionados con la música, como consultor del Episcopado Español, en la especialidad de música popular religiosa, en la etapa de la aplicación de la reforma del Concilio Vaticano II (1968-1972); miembro del Consejo Asesor de Cultura Tradicional de la Junta de Castilla y León, desde 1986 hasta su renuncia en 1988; vocal de la Junta Directiva de la Sociedad Española de Musicología (1987-1987); miembro del consejo de redacción de Nassarre (revista aragonesa de musicología), desde el 3 de enero de 1997; y miembro del Consejo de Música, nombrado por el director general del INAEM (BOE del 27 de octubre de 2001).

## Discografía
- Salmos para el pueblo (Discoteca PAX, Madrid, 1968)
- Aquí, en la tierra (Ediciones Paulinas, Madrid, 1970)
- Esperanzas y lágrimas (Discoteca PAX, Madrid, 1971)
- El mundo es mi casa (Ediciones Paulinas, Madrid, 1973)
- Tonadas (Ediciones Paulinas, Madrid, 1974)
- Navidad con Voces de la tierra (Ediciones Paulinas, Madrid 1976)
- Lo mejor del folklore zamorano (Fundación A. Ramos de Castro, Zamora, 1980)
- Semana Santa en Zamora (Fundación A. Ramos de Castro Zamora, 1981)
- More Hispano (Junta de Castilla y León, 1983)
- Ludendo in rhythmis modulatis (Obras para piano. Teatro principal de Zamora, 2006)

Miguel Manzano trabajó en una antología de canciones tradicionales que lleva por título El tesoro del cancionero popular español, editado por el sello discográfico RTVE Música, con el patrocinio de la Junta de Castilla y León. La interpretación corre a cargo del grupo vocal e instrumental Alollano. Los títulos publicados son:
- La tonada del cardo (RTVE Música, Madrid, 2002),
- ¡Las vueltas que da el mundo! (RTVE Música, Madrid, 2003)
- Del olor de la hierbabuena (RTVE Música, Madrid, 2004)
- Al son del agua que corre (RTVE Música, Madrid, 2006)

## Trabajos de investigación
- Cancionero de folklore musical zamorano, Madrid, Editorial Alpuerto, 1982. Trabajo de recopilación que contiene 1085 transcripciones musicales recogidas directamente en la provincia de Zamora, desde 1971. Precedido de un prólogo en el que se hacen importantes consideraciones acerca de la cultura musical tradicional.

- Cancionero popular de Castilla y León. Centro de Cultura Tradicional de la Diputación de Salamanca, Salamanca, 1989. Recopilación antológica de 107 canciones de las nueve provincias de Castilla y León realizada por un colectivo y transcrita por Miguel Manzano. Contiene una amplia introducción a los aspectos musicales y comentarios a cada una de las tonadas, redactados también por Miguel Manzano.

- Cancionero leonés. Diputación Provincial, León, 1988-1991. Obra en 6 tomos que contiene un total de 2162 documentos musicales recogidos por Miguel Manzano en la provincia de León. Además del abundante material, este cancionero contiene una amplia introducción dedicada al análisis de los aspectos musicales del repertorio recogido. En cada uno de los tomos se da la referencia de las variantes melódicas de las tonadas leonesas que aparecen en todos los cancioneros del Noroeste de la península ibérica.

- Música y poesía popular de España y Portugal. Centro de Cultura Tradicional de la Diputación de Salamanca, salamanca, 1991. Reedición facsimilar de la obra Folk Music and Poetry of Spain and Portugal, recogida por Kurt Schindler por la década de 1930 y publicada en Nueva York en 1941. Miguel Manzano escribe para la reedición un amplísimo estudio introductorio bajo el título Guía de lectura para un cancionero singular, y una extensa relación comentada de variantes melódicas de la mayor parte de los cancioneros españoles.

- Páginas inéditas del Cancionero de Salamanca. Centro de Cultura Tradicional de la Diputación de Salamanca, Salamanca, 1996. Edición facsimilar del fondo documental recogido por Aníbal Sánchez Fraile y Manuel García Matos por las décadas 1940-1950 en misiones encomendadas por el Instituto Español de Musicología. El trabajo de Miguel Manzano ha consistido en clasificar y ordenar los más de 700 documentos del fondo, redactar un extenso comentario de los aspectos musicales y una introducción a cada una de las secciones.

- Cancionero popular de Burgos. Diputación Provincia de Burgos, Burgos, 2001. La más amplia obra de recopilación, transcripción, ordenación y estudio musicológico entre todas las realizadas por Miguel Manzano, sobre un total de 3.200 documentos musicales recogidos directamente de la tradición oral por un equipo de trabajo de campo coordinado por Gonzalo Pérez Trascasa. Se han editado los siguientes tomos I: Rondas y canciones; II: Canciones de baile y danza; III: Cantos narrativos; IV: Cancionero infantil, V: Canciones del ciclo vital y anua,  VI: Cánticos religiosos y VII: Música instrumental. Es la obra que recoge mayor número de documentos musicales entre todas las recopilaciones realizadas hasta ahora en España.

- Secciones «El folklore musical de Aragón», «El folklore musical de Castilla y León» y «El folklore musical de Extremadura» que forman parte de las entradas «Aragón», «Castilla y León» y «Extremadura» en el Diccionario de la Música Española e Hispanoamericana, Madrid, SGAE, 1999-2002.

## Premios
- Premio Castilla y León de la Restauración y Conservación del Patrimonio 2007, otorgado por la Junta de Castilla y León.
- Premio Nacional de Folklore Agapito Marazuela (1998)
- Segundo Premio Nacional (desierto el primero) en el mismo concurso, al que presentó el Cancionero de folklore musical zamorano (1977).
- Segundo Premio Nacional (el primero desierto) en el Concurso permanente de Composición e Investigación Musical, 4.ª fase, convocado por el MEC, con el trabajo El género folklórico de la jota en los valles del Tera y Vidriales (1974).